# Ahmed Alami
Pour les articles homonymes, voir Alami.
Ahmed Alami, né le 15 mars 1939 à Meknès, est docteur en médecine et chirurgien marocain. Il a été ministre de la Santé.

## Activités professionnelles
- Il a suivi ses études supérieures à la Faculté de médecine et de pharmacie de Bordeaux
- Médecin-Chef de la Province de Meknès (1968-1972)
- Directeur de Cabinet au Ministère de la Santé (1972-1973)
- Président de l'Ordre régional des médecins et Vice-Président du Conseil national de l'Ordre des médecins, Régions Rabat et Nord (1979-1983)
- Président de la Confédération des médecins du Maghreb (Maroc-Algérie-Tunisie, 1982)
- Président du Conseil national des médecins (1981-1985)
- Président du Conseil municipal de Meknès-Hamria
- Le 25 février 1995, il est nommé ministre de la Santé sous le Gouvernement Abdellatif Filali
- Président du Conseil préfectoral de Meknès El Menzeh
- Vice-Président de la Région Meknès-Tafilalet
- Parlementaire à la Chambre des conseillers (1997-2003)
- Président de la Commission des Affaires culturelles et sociales et de l'Enseignement
- Secrétaire général du Parti de l'environnement et du développement
- Le 8 août 2008, Il devient Secrétaire général adjoint, membre la commission des relations publiques du Parti Authenticité et Modernité, issu du mouvement initié par Fouad Ali El Himma (le mouvement des démocrates).
- En avril 2009, il a été réélu secrétaire général du Parti de l'environnement et du développement lors d'un congrès à Salé.

## Activité associative
- Membre de l'Association d'expression francophone de l'éthique médicale

## Décorations
- Officier de l'Ordre du Trône
- Grade souverain et militaire de l'ordre souverain de Malte[réf. nécessaire]